# Akademickie Radio Kampus
Akademickie Radio Kampus er en radiostation ved Warszawa Universitet (polsk: Uniwersytet Warszawski), det største universitet i Polen. Det er den første og eneste højskoleradio for studenter i Warszawas æter som modtages terrestrisk. Overvejende spilles alternativ musik.
„Jesteśmy, nadajemy, od dziś 97,1 FM to Radio Kampus“ (dansk: „Her er vi. Vi sender. Fra i dag af på 97,1 VHF er det Radio Kampus“). Med disse ord af Robert Gajewski startedes den første juni 2005 senderens program, og der transmitteres hidtil et fuldt 24-timers program på VHF 97,1 MHz i en omkreds af 30 km omkring Warszawa. Ligeledes kan man livestreame senderen verdensomspændende på internettet. Hver dag og dermed regelmæssigt lukker cirka 18.000 tilhørere i Masovien op for den polsksprogede sender. Chefredaktøren har fra begyndelsen været Iwona Kostka-Kwiatkowska. Siden 2006 sendes også reklame.
Akademickie Radio Kampus er med i netværket "polske akademiske radiostationer" (polsk: Polskie Rozgłośnie Akademickie, PRA), en gruppe med for tiden ni radiosendere for studenter i Polen. Ved siden af Akademickie Radio Kampus eksisterer Radio Aktywne, en internetradio ved den polytekniske læreanstalt i Warszawa (polsk: Politechnika Warszawska), endnu et yderligere akademisk radioprojekt i den polske hovedstad, som ganske vist ikke er medlem af netværket for studenterradioer i Polen.
Redaktionens team ved den akademiske Radio Kampus består især af studenter. De udgør flertallet blandt de afgørende redaktører på senderen. Radioen bidrager på denne måde til opgaven med at uddanne journalister og radioskabere i praksis. Studenternes arbejde beror i princippet på frivilligt medarbejde som volontør. Det vil sige at de ingen løn får for det. Erfarne journalister fra den statslige eller private radio holder opsyn med studenterne som er ansvarlige for senderens drift, programindholdet, oplæring og videreuddannelse såvel som optagelse af ansøgere.